# غلوكسينية صفراء الأوراق
غلوكسينية صفراء الأوراق (الاسم العلمي:Gloxinia xanthophylla) هي نوع من النباتات تتبع جنس الغلوكسينية من الفصيلة الغزنرية.